# Daniel Pedrosa
Daniel Pedrosa Ramal, detto Dani (Sabadell, 29 settembre 1985), è un pilota motociclistico spagnolo, collaudatore KTM dal 2018.

## Carriera
Nella sua carriera ha vinto tre titoli del motomondiale consecutivi, uno nella classe 125 (2003) e due nella classe 250 (2004 e 2005), diventando il più giovane pilota a vincere due mondiali consecutivi in questa categoria.
Vincitore di 54 Gran Premi, è all'ottavo posto (a pari merito con Michael Doohan) nella classifica dei piloti con il maggior numero di gare vinte. Inoltre, è al terzo posto all time nella lista dei piloti con più podi conquistati, 153.
Nel 2018 viene inserito nella Hall Of Fame della MotoGP, diventando ufficialmente leggenda di questo sport.

### Gli inizi
Nel 1998 arrivò costantemente tra i primi posti nel campionato mondiale delle minimoto, un anno dopo, nel 1999 divenne vicecampione nel torneo nazionale spagnolo del motociclismo e infine nel 2000 conquistò il campionato monomarca, riservato esclusivamente a giovani piloti della Honda. La casa motociclistica giapponese decise di puntare su di lui e di farlo esordire l'anno successivo nel motomondiale nella classe 125. 

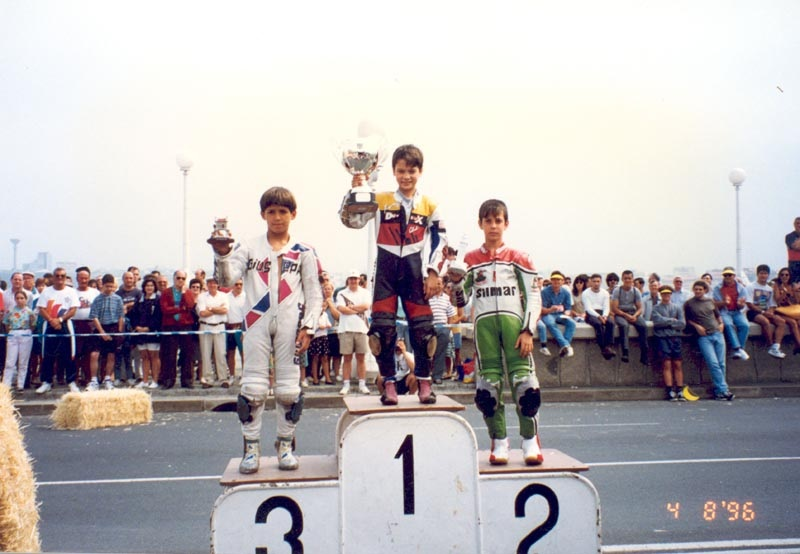
Pedrosa sul podio di una gara nel campionato minimoto.

 Il 12 luglio 2018 annuncia che il campionato mondiale del 2018 sarà per lui l'ultimo in cui gareggerà.. Detiene il record di 16 stagioni consecutive con almeno una vittoria all'attivo.

#### Classe 125
Nell'anno del suo esordio, nel 2001 ottenne 100 punti, frutto di due terzi posti (Comunità Valenciana e Pacifico) e l'ottavo posto nella classifica finale gli vale il premio di "Rookie of the year" a soli quindici anni. Corse con una Honda RS 125 R del team Junior Telefonica Movistar. I compagni di squadra sono stati Toni Elías e Joan Olivé.
Nel 2002, con compagno di squadra Olivé, ottenne tre vittorie (Olanda, Pacifico e Comunità Valenciana), tre secondi posti (Catalogna, Gran Bretagna e Repubblica Ceca), tre terzi posti (Sudafrica, Francia e Malesia) e sei pole position (Giappone, Sudafrica, Paesi Bassi, Portogallo, Pacifico e Comunità Valenciana), giungendo al terzo posto nella graduatoria finale (dietro il francese Arnaud Vincent e al sammarinese Manuel Poggiali) con 243 punti.
Nel 2003 ottenne cinque vittorie (Sudafrica, Francia, Catalogna, Repubblica Ceca e Malesia), un secondo posto in Italia e tre pole position (Olanda, Brasile e Pacifico). Vinse il mondiale della ottavo di litro con 223 punti, nonostante un infortunio a entrambe le caviglie avvenuto nelle prove del Gran Premio d'Australia che gli impedì di correre gli ultimi due Gran Premi (Australia e Comunitat Valenciana) e che mise in grave pericolo la continuazione professionistica del pilota.

#### Classe 250
Nel 2004 dopo il brutto infortunio, passò alla classe 250 con una Honda RS 250 R e vinse il titolo al primo tentativo, divenendo così il primo pilota a vincere il titolo 125cc (2003) e poi il titolo 250cc in anni consecutivi, primato ancora oggi imbattuto. Durante la stagione ottenne sette vittorie (Sudafrica, Francia, Germania, Gran Bretagna, Giappone, Malesia e Comunità Valenciana), cinque secondi posti (Italia, Catalogna, Paesi Bassi, Brasile e Qatar), un terzo posto in Repubblica Ceca, e quattro pole position (Francia, Portogallo, Giappone e Comunità Valenciana).Vinse il titolo con una gara di anticipo al Gp d'Australia con 317 punti, con diciannove anni e diciotto giorni divenendo il più giovane pilota a conquistare il titolo iridato della classe 250 nella storia del Motomondiale. Un altro record ottenuto fu alla gara di apertura, vincendo in Sudafrica ha fatto di lui il pilota più giovane a vincere un Gran Premio 250cc, ed il pilota più giovane a prendere la vittoria in due classi diverse. In questo anno, se si esclude il secondo Gran Premio (quello di casa, corso a Jerez), è sempre arrivato tra i primi quattro in ogni corsa. In questa stagione il suo compagno di squadra è stato Hiroshi Aoyama, con cui sarà anche l'anno successivo.
Nel 2005 rimane nella quarto di litro pur avendo ricevuto offerte da parte della MotoGP. In questa stagione si riconferma e vince nuovamente il titolo, con 309 punti conquistati e con un margine di 55 punti sul secondo classificato, l'australiano Casey Stoner. In questa stagione ottiene otto vittorie (Spagna, Francia, Italia, Catalogna, Germania, Repubblica Ceca, Australia e Comunità Valenciana), tre secondi posti (Olanda, Giappone e Turchia) e cinque pole position (Spagna, Francia, Catalogna, Gran Bretagna e Comunità Valenciana). Nel 2005 ottiene vari primati, fu il pilota più giovane a vincere due titoli consecutivi della 250cc, e si proclama il migliore dei giovani piloti della storia del Motomondiale, con un totale di 21 vittorie prima di compiere 20 anni, battendo così il record di Valentino Rossi, fermo a 17.

#### MotoGP
Nel 2006 passa alla MotoGP in sella alla RC211V del team Repsol Honda, con compagno di squadra Nicky Hayden. Realizza la prima vittoria in questa classe a Shanghai, al GP di Cina e raddoppia in Inghilterra, a Donington. Oltre alle due vittorie, in questa stagione ha ottenuto due secondi posti (Spagna e Stati Uniti), quattro terzi posti (Francia, Paesi Bassi, Repubblica Ceca e Malesia) e quattro pole position (Cina, Francia, Gran Bretagna e Germania). A fine stagione è 5º con 215 punti.

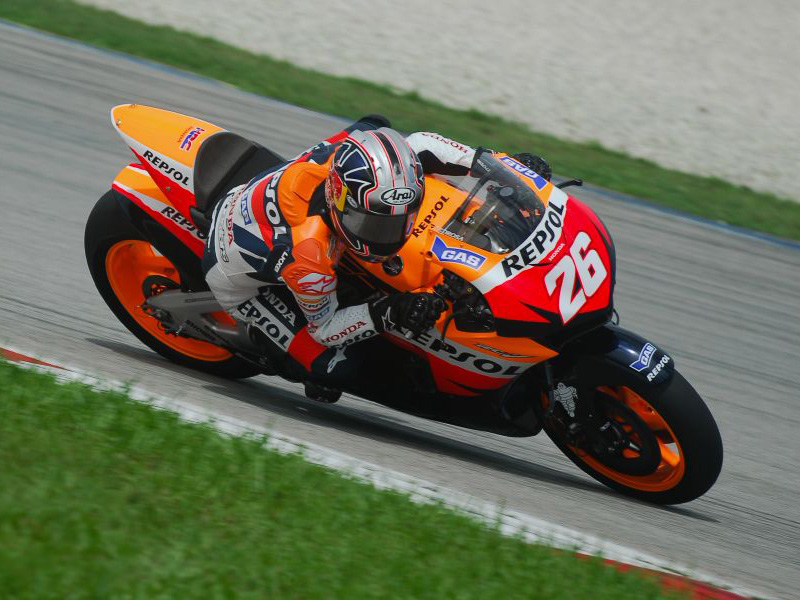
Pedrosa alla guida della sua Honda sul circuito malese di Sepang nel 2007.

Pedrosa dopo la vittoria a Donington, alterna vari podi ma solo dopo quasi un anno riesce a centrare nel GP di Germania, al Sachsenring, la sua terza vittoria nella classe regina. A fine stagione 2007 conquista il 2º posto nel mondiale con 242 punti, alle spalle di Casey Stoner e della sua Ducati Desmosedici. Oltre alle due vittorie ottiene tre secondi posti (Spagna, Italia e Portogallo), tre terzi posti (Qatar, Catalogna e Malesia) e cinque pole position (Spagna, Giappone, Australia, Malesia e Comunità Valenciana).
Per la stagione 2008 lascia il suo tradizionale numero di gara, il 26, e gareggia con il numero 2, derivante dal piazzamento nella stagione 2007. Nella prima prova della stagione 2008, in Qatar, ottiene un terzo posto. Nella successiva gara a Jerez, vince davanti a Valentino Rossi ottenendo il nuovo record della pista. Dopo una prima metà di stagione in cui colleziona altri cinque podi, una vittoria nel Gran Premio di Catalogna ed è primo in classifica piloti, Pedrosa cade in staccata, sotto la pioggia, durante il GP di Germania al Sachsenring. Questa caduta ha provocato la frattura dell'indice della mano sinistra e la distorsione della caviglia destra; a causa di quest'infortunio non prenderà parte al GP successivo, quello degli Stati Uniti.
Da quel momento, per i suoi numerosi problemi fisici, le sue prestazioni non saranno più all'altezza della prima parte della stagione; nei gran premi successivi torna sul podio solo in Giappone giungendo terzo e negli ultimi due GP della stagione 2008 si piazzerà secondo a Sepang e a Valencia. Altri piazzamenti sul podio sono stati: i secondi posti in Portogallo, Cina e Olanda, i terzi posti in Italia, Gran Bretagna e Giappone. Nel corso della stagione ha ottenuto anche due pole position (Francia e Malesia). A fine stagione è 3º con 249 punti. Nel 2009 vince sia a Laguna Seca che a Valencia, in entrambe le circostanze davanti a Valentino Rossi e Jorge Lorenzo. Quest'anno il suo compagno di squadra è stato Andrea Dovizioso, dopo aver passato tre stagioni con Hayden. Gli altri podi sono stati: tre secondi posti (Spagna, Repubblica Ceca e Malesia), sei terzi posti (Giappone, Francia, Germania, San Marino, Portogallo e Australia); ha ottenuto inoltre due pole position (Francia e Indianapolis). A fine stagione è 3º con 234 punti.
Il 2010 incomincia con un secondo posto nel circuito di Jerez de la Frontera e una vittoria in Italia, ma anche risultati mediocri, arrivando settimo in Qatar, quinto in Francia e ottavo in Gran Bretagna. Giunge secondo nelle due gare successive (dietro a Jorge Lorenzo) e ottiene una vittoria nel Gran Premio motociclistico di Germania. Pedrosa, secondo in classifica, cade però nella successiva gara a Laguna Seca mentre si trovava in testa lasciando campo libero a Jorge Lorenzo sia in gara sia in campionato (scivolando a meno 72 punti da Lorenzo, primo in classifica). Nella Repubblica Ceca giunge secondo dietro a Lorenzo. A Indianapolis Pedrosa vince invece la gara davanti a Ben Spies e a Lorenzo e fa lo stesso al circuito di Misano, stavolta davanti a Lorenzo e a Valentino Rossi. Giunge secondo ad Aragona dietro a Casey Stoner. Durante le prove per il Gran Premio motociclistico del Giappone Pedrosa cade, fratturandosi una clavicola e rientra in Spagna per farsi operare. A causa di questa caduta è costretto a saltare il Gran Premio del Giappone, di Malesia e di Australia. Riesce a rientrare in pista per le ultime due gare della stagione, giungendo ottavo in Portogallo e settimo a Valencia. A fine stagione è secondo con 245 punti. Durante questa stagione ha ottenuto anche quattro pole position.

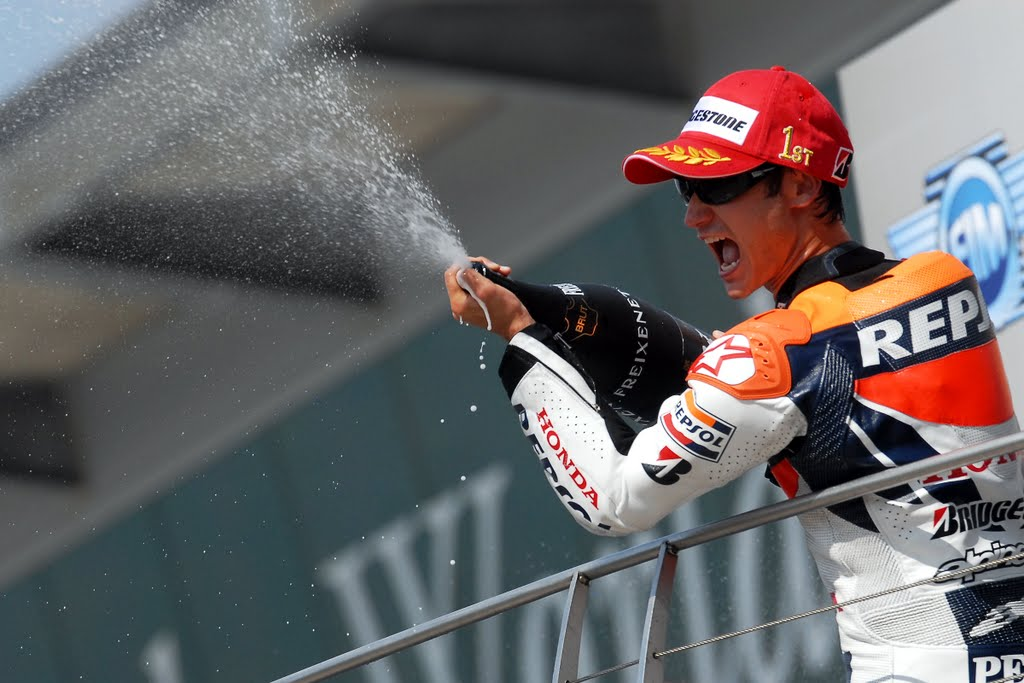
Pedrosa festeggia la vittoria del Gran Premio di Indianapolis 2010.

Nel 2011 rimane nello stesso team, con compagni di squadra Casey Stoner e Andrea Dovizioso. Giunge terzo nella prima gara in Qatar e nel successivo Gran Premio di Spagna, disputato sotto la pioggia, giunge secondo dietro a Jorge Lorenzo. Il giorno dopo la gara si opera per risolvere il problema al braccio. In Portogallo riesce a vincere la gara e portandosi a meno 4 punti dalla testa del campionato. Nel Gran Premio di Francia tuttavia cade durante la gara, fratturandosi la clavicola destra a causa di un contatto con Marco Simoncelli. A causa di questo incidente è costretto a saltare il Gran Premio di Catalogna, Gran Bretagna e Olanda. Torna in pista al Mugello, ottenendo un ottavo posto. Vince la successiva gara in Germania, davanti a Jorge Lorenzo e a Casey Stoner. Negli Stati Uniti giunge terzo.
Ottiene una pole position in Repubblica Ceca ma cade in gara e viene costretto al ritiro. A Indianapolis, San Marino e in Aragona giunge secondo. In Giappone Pedrosa vince la gara. Ottiene la pole position in Malesia, ma la gara viene cancellata a seguito dell'incidente mortale di Marco Simoncelli. Termina la stagione al 4º posto con 219 punti.
Il 2012 comincia con un secondo posto in Qatar dietro a Jorge Lorenzo. Nelle due gare successive (Spagna e Portogallo) giunge terzo, dietro al compagno di squadra Casey Stoner e a Lorenzo. In Francia ottiene la pole position ma in gara, disputata sotto la pioggia, non va oltre il quarto posto. In Catalogna giunge secondo dietro a Lorenzo, mentre a Silverstone in Inghilterra giunge nuovamente terzo, dietro a Lorenzo e a Stoner. In Olanda ottiene un secondo posto ancora dietro a Stoner e in Germania riesce invece a raggiungere la prima vittoria della stagione. In Italia ottiene la pole position, ma giunge secondo dietro a Lorenzo. A Laguna Seca, arriva terzo dietro a Stoner e a Lorenzo. A Indianapolis ottiene la pole position e vince la corsa davanti a Lorenzo. Vince anche in Repubblica Ceca, dove riesce ad avere la meglio su Lorenzo, grazie a un sorpasso all'ultima curva proprio durante l'ultimo giro della gara.
Portatosi a soli 13 punti dalla testa del mondiale detenuta da Lorenzo, Pedrosa ottiene la pole anche a San Marino, ma in gara viene costretto dalla direzione a partire ultimo a causa di un problema alla moto durante il giro di allineamento. Nonostante questo cerca subito di recuperare posizioni, ma dopo poche curve cade a causa di un contatto con Héctor Barberá; Lorenzo vince così la gara, portandosi a 38 punti di vantaggio su Pedrosa. Pedrosa riesce a vincere le tre gare successive (Aragona, Giappone, Malesia), sempre davanti a Lorenzo. In Australia scatta bene dalla terza casella ma nel corso del secondo giro cade nel tentativo di allungare su Stoner e Lorenzo, il quale con il suo secondo posto conquista matematicamente il titolo mondiale. A Valencia ottiene la pole position e la vittoria, malgrado fosse stato costretto a partire dalla corsia dei box, per aver cambiato le gomme durante il giro di allineamento. Termina la stagione al 2º posto, con 332 punti.
Nel 2013 rimane nello stesso team, con compagno di squadra Marc Márquez. Ottiene tre vittorie (Spagna, Francia e Malesia), sette secondi posti (Gran Premio delle Americhe, Italia, Catalogna, Indianapolis, Repubblica Ceca, Australia e Comunità Valenciana), due terzi posti (Gran Bretagna e Giappone) e due pole position (Italia e Catalogna) e termina la stagione al 3º posto con 300 punti. In questa stagione è costretto a saltare il Gran Premio di Germania a seguito di una botta alla testa in una caduta nelle prove libere del GP, che gli ha causato abbassamenti di pressione del sangue e problemi relativi al nervo vago. Nel corso del GP di Aragona si ritira per un contatto con il compagno di squadra Marc Márquez. Il contatto provoca il taglio del cavo che gestisce l'elettronica, senza più informazioni derivanti dal sensore la moto lo scaraventa a terra provocando una violenta caduta fortunatamente senza conseguenze.

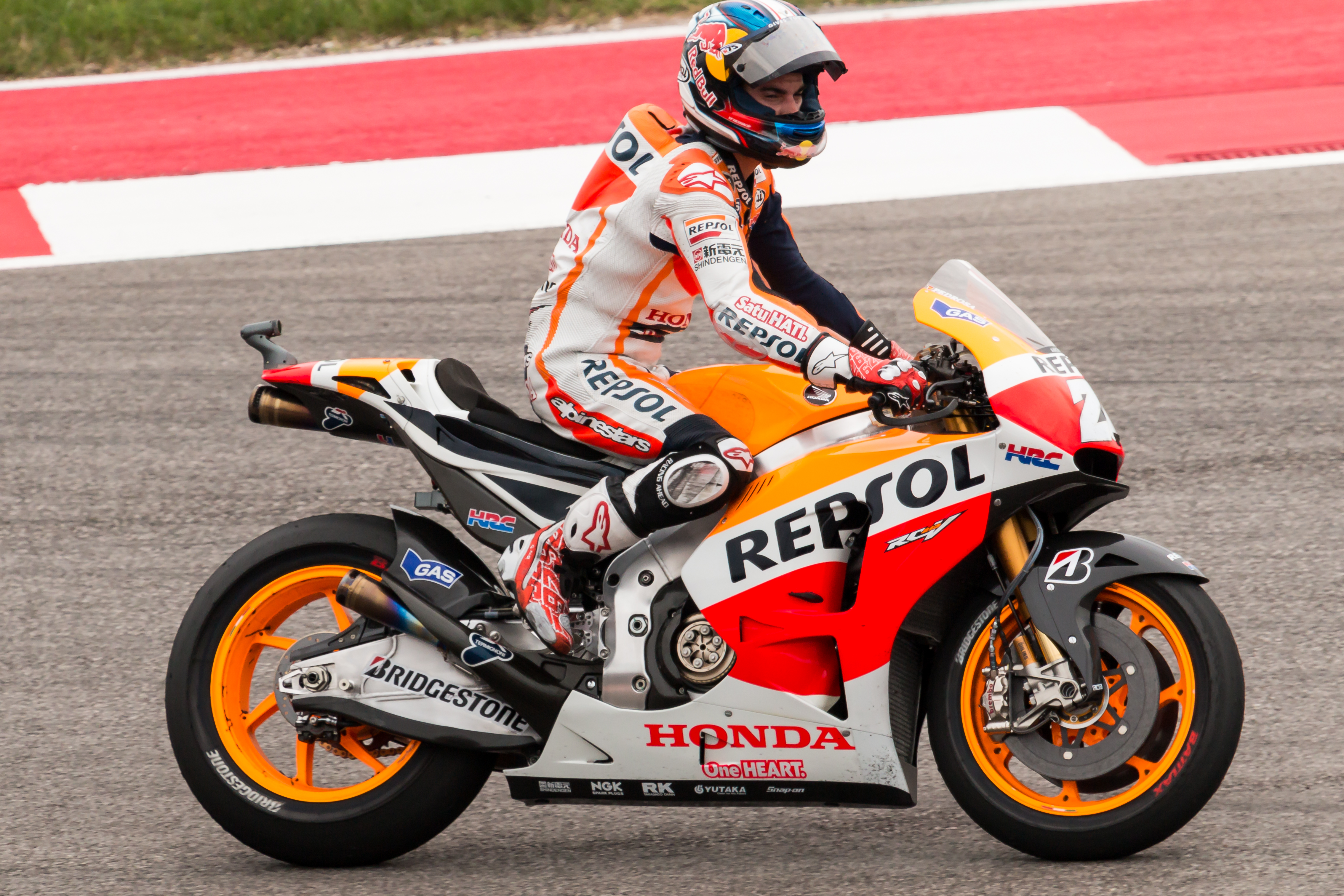
Pedrosa impegnato nel Gran Premio delle Americhe 2014.

Nel 2014 ottiene una vittoria in Repubblica Ceca, due secondi posti (Americhe e Argentina) e due terzi posti (Qatar e Spagna). Subito dopo il Gran Premio di Spagna viene operato all'avambraccio destro per risolvere un problema di sindrome compartimentale che non gli consentiva di guidare con la dovutà sensibilità. In Catalogna giunge terzo dopo essere partito dalla pole position. In Olanda finisce terzo. In Germania giunge secondo. Nel Gran Premio di San Marino e in Comunità Valenciana giunge terzo. Conclude il campionato al 4º posto con 246 punti.
Nel 2015 nella gara di apertura in Qatar conclude 6º dietro al compagno di squadra Marc Márquez. Dopo il Gran Premio si sottopone a un'operazione chirurgica per risolvere la sindrome compartimentale all'avambraccio destro che lo affligge già dal 2014. Dopo l'operazione salta tre gran premi e ritorna in occasione del GP di Francia a Le Mans, arrivando quarto nel GP del Mugello e tornando sul podio con il terzo posto al GP di Catalogna. Giunge poi ottavo nel successivo Gran Premio di Assen, con una lesione subita da una caduta nel warm up che gli ha condizionato la gara lesionandogli il mignolo. In Germania giunge secondo, tornando al podio per la seconda volta nella stagione. Arriva secondo in Aragona. Vince il suo primo Gran Premio della stagione a Motegi, cosa che non succedeva dal GP di Brno del 2014.
In Malesia, ottiene la pole position e vince la gara, ottenendo la seconda vittoria stagionale e la prima vittoria partendo dalla pole position da Valencia 2012. A Valencia, ultima gara della stagione, arriva terzo in volata con Márquez e Lorenzo. Termina il mondiale in 4ª posizione con 206 punti. Durante la stagione ha collezionato: 2 vittorie, 2 secondi posti, 2 terzi posti e 1 pole position.
Nel 2016 giunge terzo in Argentina e ottiene successivamente il secondo podio dell'anno a Barcellona. Nel gran premio di Misano partendo ottavo dalla griglia di partenza, riesce recuperare e a vincere la sua prima gara stagionale e così a collezionare una vittoria a stagione per oltre 15 anni in carriera. Durante le FP2 del Gran Premio del Giappone, Pedrosa cade rompendosi la clavicola destra, dovendo tornare in Spagna a farsi operare. Il suo posto in squadra viene preso, come nella stagione precedente, dall'esperto pilota giapponese Hiroshi Aoyama. Non corre neanche in Australia, dove viene sostituito da Nicky Hayden. In Malesia viene sostituito nuovamente da Aoyama. Conclude la stagione al 6º posto con 155 punti.
Nel 2017 è nuovamente pilota titolare del team Repsol Honda, con lo stesso compagno di squadra delle ultime quattro stagioni. Nel terzo appuntamento disputatosi ad Austin in Texas ottiene il primo piazzamento a podio della stagione, grazie al terzo posto dietro a Marc Márquez e Valentino Rossi. Nella gara di casa a Jerez, Pedrosa parte dalla pole position e conclude in prima posizione davanti a Marc Márquez e Jorge Lorenzo. Al Gran Premio di Le Mans in Francia parte dalla quinta fila in tredicesima posizione, riuscendo a rimontare in gara per chiudere terzo sul podio. In Catalogna giunge terzo dopo essere partito dalla pole position. In Germania ritorna sul podio in terza posizione dietro a Marc Márquez e Jonas Folger. In Repubblica Ceca giunge secondo dietro a Marc Márquez. Al Gran Premio d'Austria arriva terzo dietro a Dovizioso e Marquez. Nel GP d'Aragona ottiene un secondo posto che gli vale l'ottavo podio della stagione. Ottiene la pole position in Malesia e la vittoria a Valencia, di conseguenza chiude la stagione al 4º posto con 210 punti.
Nel 2018 rimane nel team Repsol Honda, assieme al compagno di squadra delle ultime cinque stagioni Marc Márquez. In Qatar ottiene un settimo posto mentre in Argentina è vittima di un incidente causato da Johann Zarco al primo giro di gara. Dopo l'intervento alla frattura procuratasi in Argentina, decide di correre il gran premio delle Americhe e ottiene un settimo posto. Ad Jerez è ancora una volta vittima innocente di un incidente avvenuto con le due Ducati di Dovizioso e di Lorenzo. Nelle successive quattro gare disputate in Francia, Italia, Spagna e Paesi Bassi non ottiene risultati importanti, mentre il 12 luglio 2018 organizza una conferenza stampa per ufficializzare il suo ritiro dal mondo delle corse e dalla MotoGP dichiarando che sarà il suo ultimo anno da pilota. Il 15 novembre 2018, in occasione del suo ultimo gran premio da pilota, che si è tenuto a Valencia, riceve l'onore di entrar a far parte della Hall Of Fame del Motomondiale insieme ai più grandi piloti di sempre. Ottiene come miglior risultato cinque quinti posti (Francia, Catalogna, Aragona, Malesia e Comunità Valenciana) e termina la stagione all'11º posto con 117 punti. A fine 2018 annuncia che collaborerà per due anni insieme al team KTM come tester e collaudatore; a dicembre tiene un primo test privato sulla pista di Jerez con la nuova RC16.
Il 2019 non inizia come sperato; pur essendosi ritirato dalle corse, è costretto a operarsi per una doppia frattura alla spalla destra rimediata nel corso dell'inverno. Questo intervento forza lo stop anche come tester per diversi mesi. La prima apparizione ufficiale in sella alla nuova moto si svolge a giugno nei test di Barcellona. In agosto dopo la separazione tra Johann Zarco ed il team per l'anno 2020, rifiuta l'offerta di tornare a correre in MotoGP proprio per KTM e decide di continuare come tester. A settembre torna a gareggiare ma in una gara speciale, partecipando al festival di Goodwood, una rievocazione di auto e moto storiche. La moto utilizzata per la corsa è stata una Norton Manx del 1963.
Il 16 dicembre 2020 viene confermato da KTM nello stesso ruolo di collaudatore anche per la stagione 2021. Il 20 luglio 2021 KTM annuncia il ritorno alle competizioni di Pedrosa come wildcard per il Gran Premio di Stiria, a distanza di quasi tre anni dall'ultima apparizione in MotoGP. Nonostante una pesante collisione con Lorenzo Savadori, lo spagnolo riesce a terminare la gara in decima posizione.
Per la stagione 2022 e 2023 continua il ruolo da sviluppatore per la KTM. Il 26 gennaio 2023 durante la presentazione ufficiale del team KTM, annuncia la partecipazione come wildcard al gran premio di Jerez a quasi due anni di distanza dall’ultima apparizione in MotoGp classificandosi sesto nella sprint del sabato e settimo nella gara di domenica. Il 18 giugno 2023, durante il gran premio del Sachsenring la KTM annuncia una nuova wildcard per Pedrosa per il GP di Misano, conquistando due ottimi quarti posti sia nella Sprint Race del sabato che nella gara di domenica. I punti così ottenuti gli consentono di classificarsi ventunesimo in campionato.
Per la stagione 2024 viene riconfermato per il ruolo di tester insieme a Jonas Folger e Pol Espargaró, e il 5 marzo 2024 il capo progetto del team KTM Pit Beirer annuncia una nuova wildcard per il GP di Jerez. Conclude la gara Sprint in terza posizione, sul podio dietro a Pedro Acosta. Mentre nella gara di domenica incappa in una caduta nelle fasi iniziali della gara.  Il 12 novembre viene riconfermato per lo stesso ruolo da tester sempre per KTM per la stagione 2025, arrivando così a quota 7 stagioni da collaudatore per la casa austriaca.

### Automobilismo
Il 22 marzo 2022 annuncia il passaggio all'automobilismo (parallelamente al ruolo di tester MotoGp) in particolare alla guida di una Lamborghini Huracan nel campionato Lamborghini Super Trofeo insieme al compagno di squadra Antonin Borga. Nelle prime due gare di Imola ottiene un nono e un quarto posto di categoria Pro-Am. Per il Gran Premio di Misano si classifica ottavo nelle qualifiche, in gara 1 a causa di un contatto tra il compagno di squadra e un'altra vettura non prese parte nemmeno ad un giro; mentre nelle fasi iniziali di gara 2 ha un contatto con altre tre vetture che lo portano al ritiro. Per il weekend di Portimao ottiene un ottavo e un sesto posto per quanto riguarda il campionato Europa; mentre per quanto riguarda il Grand Finals, (l'evento che sancisce la chiusura della stagione) torna sul podio ottenendo un secondo posto per gara 1 e un sesto posto per gara 2. Conclude il gran finale al terzo posto in classifica.
In occasione del GP di Misano 2023 del motomondiale, la KTM annuncia la partecipazione di Pedrosa per il GT2 European Series categoria Pro-Am, guidando la KTM X-Bow GT2 in coppia con Hubert Trunkenpolz, sul Circuito di Valencia. Conclude gara 1 in ottava posizione, mentre gara 2 la termina in settima.

## Risultati nel motomondiale
| 2001 | Classe | Moto  |    |    |    |    |    |   |     |    |    |   |   |   |   |   |   |     |  |  |  |  |  |  | Punti | Pos. |
| ---- | ------ | ----- | -- | -- | -- | -- | -- | - | --- | -- | -- | - | - | - | - | - | - | --- |  |  |  |  |  |  | ----- | ---- |
| 2001 | 125    | Honda | 18 | 13 | 10 | 17 | 23 | 7 | Rit | 12 | 11 | 8 | 5 | 3 | 3 | 7 | 4 | Rit |  |  |  |  |  |  | 100   | 8º   |

| 2002 | Classe | Moto  |   |   |   |   |   |   |   |   |   |   |    |     |   |   |   |   |  |  |  |  |  |  | Punti | Pos. |
| ---- | ------ | ----- | - | - | - | - | - | - | - | - | - | - | -- | --- | - | - | - | - |  |  |  |  |  |  | ----- | ---- |
| 2002 | 125    | Honda | 8 | 3 | 4 | 3 | 4 | 2 | 1 | 2 | 7 | 2 | 10 | Rit | 1 | 3 | 5 | 1 |  |  |  |  |  |  | 243   | 3º   |

| 2003 | Classe | Moto  |   |   |   |   |   |   |   |     |   |   |   |   |   |   |     |     |  |  |  |  |  |  | Punti | Pos. |
| ---- | ------ | ----- | - | - | - | - | - | - | - | --- | - | - | - | - | - | - | --- | --- |  |  |  |  |  |  | ----- | ---- |
| 2003 | 125    | Honda | 8 | 1 | 4 | 1 | 2 | 1 | 8 | Rit | 4 | 1 | 4 | 4 | 6 | 1 | Inf | Inf |  |  |  |  |  |  | 223   | 1º   |

| 2004 | Classe | Moto  |   |     |   |   |   |   |   |   |   |   |   |   |   |   |   |   |  |  |  |  |  |  | Punti | Pos. |
| ---- | ------ | ----- | - | --- | - | - | - | - | - | - | - | - | - | - | - | - | - | - |  |  |  |  |  |  | ----- | ---- |
| 2004 | 250    | Honda | 1 | Rit | 1 | 2 | 2 | 2 | 2 | 1 | 1 | 3 | 4 | 1 | 2 | 1 | 4 | 1 |  |  |  |  |  |  | 317   | 1º   |

| 2005 | Classe | Moto  |   |   |   |   |   |   |   |    |   |   |   |   |     |   |   |   |   |  |  |  |  |  | Punti | Pos. |
| ---- | ------ | ----- | - | - | - | - | - | - | - | -- | - | - | - | - | --- | - | - | - | - |  |  |  |  |  | ----- | ---- |
| 2005 | 250    | Honda | 1 | 4 | 6 | 1 | 1 | 1 | 2 | NE | 4 | 1 | 1 | 2 | Rit | 4 | 1 | 2 | 1 |  |  |  |  |  | 309   | 1º   |

| 2006 | Classe | Moto  |   |   |    |   |   |   |     |   |   |   |   |   |   |    |   |     |   |  |  |  |  |  | Punti | Pos. |
| ---- | ------ | ----- | - | - | -- | - | - | - | --- | - | - | - | - | - | - | -- | - | --- | - |  |  |  |  |  | ----- | ---- |
| 2006 | MotoGP | Honda | 2 | 6 | 14 | 1 | 3 | 4 | Rit | 3 | 1 | 4 | 2 | 3 | 3 | 15 | 7 | Rit | 4 |  |  |  |  |  | 215   | 5º   |

| 2007 | Classe | Moto  |   |   |     |   |   |   |   |   |   |   |   |   |     |   |     |   |   |   |  |  |  |  | Punti | Pos. |
| ---- | ------ | ----- | - | - | --- | - | - | - | - | - | - | - | - | - | --- | - | --- | - | - | - |  |  |  |  | ----- | ---- |
| 2007 | MotoGP | Honda | 3 | 2 | Rit | 4 | 4 | 2 | 3 | 8 | 4 | 1 | 5 | 4 | Rit | 2 | Rit | 4 | 3 | 1 |  |  |  |  | 242   | 2º   |

| 2008 | Classe | Moto  |   |   |   |   |   |   |   |   |   |     |     |    |   |   |   |     |   |   |  |  |  |  | Punti | Pos. |
| ---- | ------ | ----- | - | - | - | - | - | - | - | - | - | --- | --- | -- | - | - | - | --- | - | - |  |  |  |  | ----- | ---- |
| 2008 | MotoGP | Honda | 3 | 1 | 2 | 2 | 4 | 3 | 1 | 3 | 2 | Rit | Inf | 15 | 4 | 8 | 3 | Rit | 2 | 2 |  |  |  |  | 249   | 3º   |

| 2009 | Classe | Moto  |    |   |   |   |     |   |     |   |   |   |   |    |   |   |   |   |   |  |  |  |  |  | Punti | Pos. |
| ---- | ------ | ----- | -- | - | - | - | --- | - | --- | - | - | - | - | -- | - | - | - | - | - |  |  |  |  |  | ----- | ---- |
| 2009 | MotoGP | Honda | 11 | 3 | 2 | 3 | Rit | 6 | Rit | 1 | 3 | 9 | 2 | 10 | 3 | 3 | 3 | 2 | 1 |  |  |  |  |  | 234   | 3º   |

| 2010 | Classe | Moto  |   |   |   |   |   |   |   |   |     |   |   |   |   |     |     |     |   |   |  |  |  |  | Punti | Pos. |
| ---- | ------ | ----- | - | - | - | - | - | - | - | - | --- | - | - | - | - | --- | --- | --- | - | - |  |  |  |  | ----- | ---- |
| 2010 | MotoGP | Honda | 7 | 2 | 5 | 1 | 8 | 2 | 2 | 1 | Rit | 2 | 1 | 1 | 2 | Inf | Inf | Inf | 8 | 7 |  |  |  |  | 245   | 2º   |

| 2011 | Classe | Moto  |   |   |   |     |     |     |     |   |   |   |     |   |   |   |   |   |    |   |  |  |  |  | Punti | Pos. |
| ---- | ------ | ----- | - | - | - | --- | --- | --- | --- | - | - | - | --- | - | - | - | - | - | -- | - |  |  |  |  | ----- | ---- |
| 2011 | MotoGP | Honda | 3 | 2 | 1 | Rit | Inf | Inf | Inf | 8 | 1 | 3 | Rit | 2 | 2 | 2 | 1 | 4 | AN | 5 |  |  |  |  | 219   | 4º   |

| 2012 | Classe | Moto  |   |   |   |   |   |   |   |   |   |   |   |   |     |   |   |   |     |   |  |  |  |  | Punti | Pos. |
| ---- | ------ | ----- | - | - | - | - | - | - | - | - | - | - | - | - | --- | - | - | - | --- | - |  |  |  |  | ----- | ---- |
| 2012 | MotoGP | Honda | 2 | 3 | 3 | 4 | 2 | 3 | 2 | 1 | 2 | 3 | 1 | 1 | Rit | 1 | 1 | 1 | Rit | 1 |  |  |  |  | 332   | 2º   |

| 2013 | Classe | Moto  |   |   |   |   |   |   |   |    |   |   |   |   |   |     |   |   |   |   |  |  |  |  | Punti | Pos. |
| ---- | ------ | ----- | - | - | - | - | - | - | - | -- | - | - | - | - | - | --- | - | - | - | - |  |  |  |  | ----- | ---- |
| 2013 | MotoGP | Honda | 4 | 2 | 1 | 1 | 2 | 2 | 4 | NP | 5 | 2 | 2 | 3 | 3 | Rit | 1 | 2 | 3 | 2 |  |  |  |  | 300   | 3º   |

| 2014 | Classe | Moto  |   |   |   |   |   |   |   |   |   |   |   |   |   |    |   |     |     |   |  |  |  |  | Punti | Pos. |
| ---- | ------ | ----- | - | - | - | - | - | - | - | - | - | - | - | - | - | -- | - | --- | --- | - |  |  |  |  | ----- | ---- |
| 2014 | MotoGP | Honda | 3 | 2 | 2 | 3 | 5 | 4 | 3 | 3 | 2 | 4 | 1 | 4 | 3 | 14 | 4 | Rit | Rit | 3 |  |  |  |  | 246   | 4º   |

| 2015 | Classe | Moto  |   |     |     |     |    |   |   |   |   |   |   |   |   |   |   |   |   |   |  |  |  |  | Punti | Pos. |
| ---- | ------ | ----- | - | --- | --- | --- | -- | - | - | - | - | - | - | - | - | - | - | - | - | - |  |  |  |  | ----- | ---- |
| 2015 | MotoGP | Honda | 6 | Inf | Inf | Inf | 16 | 4 | 3 | 8 | 2 | 4 | 5 | 5 | 9 | 2 | 1 | 5 | 1 | 3 |  |  |  |  | 206   | 4º   |

| 2016 | Classe | Moto  |   |   |     |   |   |   |   |    |   |   |    |   |   |   |    |     |     |     |  |  |  |  | Punti | Pos. |
| ---- | ------ | ----- | - | - | --- | - | - | - | - | -- | - | - | -- | - | - | - | -- | --- | --- | --- |  |  |  |  | ----- | ---- |
| 2016 | MotoGP | Honda | 5 | 3 | Rit | 4 | 4 | 4 | 3 | 12 | 6 | 7 | 12 | 5 | 1 | 6 | NP | inf | inf | Rit |  |  |  |  | 155   | 6º   |

| 2017 | Classe | Moto  |   |     |   |   |   |     |   |    |   |   |   |   |    |   |     |    |   |   |  |  |  |  | Punti | Pos. |
| ---- | ------ | ----- | - | --- | - | - | - | --- | - | -- | - | - | - | - | -- | - | --- | -- | - | - |  |  |  |  | ----- | ---- |
| 2017 | MotoGP | Honda | 5 | Rit | 3 | 1 | 3 | Rit | 3 | 13 | 3 | 2 | 3 | 7 | 14 | 2 | Rit | 12 | 5 | 1 |  |  |  |  | 210   | 4º   |

| 2018 | Classe | Moto  |   |     |   |     |   |     |   |    |   |   |   |    |   |   |     |   |     |   |   |  |  |  | Punti | Pos. |
| ---- | ------ | ----- | - | --- | - | --- | - | --- | - | -- | - | - | - | -- | - | - | --- | - | --- | - | - |  |  |  | ----- | ---- |
| 2018 | MotoGP | Honda | 7 | Rit | 7 | Rit | 5 | Rit | 5 | 15 | 8 | 8 | 7 | AN | 6 | 5 | Rit | 8 | Rit | 5 | 5 |  |  |  | 117   | 11º  |

| 2021 | Classe | Moto |  |  |  |  |  |  |  |  |  |    |  |  |  |  |  |  |  |  |  |  |  |  | Punti | Pos. |
| ---- | ------ | ---- |  |  |  |  |  |  |  |  |  | -- |  |  |  |  |  |  |  |  |  |  |  |  | ----- | ---- |
| 2021 | MotoGP | KTM  |  |  |  |  |  |  |  |  |  | 10 |  |  |  |  |  |  |  |  |  |  |  |  | 6     | 25º  |

| 2023 | Classe | Moto |  |  |  |    |  |  |  |  |  |  |  |   |  |  |  |  |  |  |  |  |  |  | Punti | Pos. |
| ---- | ------ | ---- |  |  |  | -- |  |  |  |  |  |  |  | - |  |  |  |  |  |  |  |  |  |  | ----- | ---- |
| 2023 | MotoGP | KTM  |  |  |  | 76 |  |  |  |  |  |  |  | 4 |  |  |  |  |  |  |  |  |  |  | 32    | 21º  |

| 2024 | Classe | Moto |  |  |  |      |  |  |  |  |  |  |  |  |  |  |  |  |  |  |  |  |  |  | Punti | Pos. |
| ---- | ------ | ---- |  |  |  | ---- |  |  |  |  |  |  |  |  |  |  |  |  |  |  |  |  |  |  | ----- | ---- |
| 2024 | MotoGP | KTM  |  |  |  | Rit3 |  |  |  |  |  |  |  |  |  |  |  |  |  |  |  |  |  |  | 7     | 24º  |

| Legenda | 1º posto        | 2º posto            | 3º posto            | A punti      | Senza punti        | Grassetto – Pole position Corsivo – Giro più veloce |
| Legenda | Gara non valida | Non qual./Non part. | Ritirato/Non class. | Squalificato | '-' Dato non disp. | Grassetto – Pole position Corsivo – Giro più veloce |

## Risultati nell'automobilismo

### Lamborghini Super Trofeo
| Anno | Campionato   | Squadra          | Vettura       | Co-pilota     | Imola  | Imola  | Paul Ricard | Misano | Misano | SPA    | Catalogna | Portimão | Portimão | Punti | Pos. |
| ---- | ------------ | ---------------- | ------------- | ------------- | ------ | ------ | ----------- | ------ | ------ | ------ | --------- | -------- | -------- | ----- | ---- |
| 2022 | Europa       | Rexal FFF Racing | Huracan EVO 2 | Antonin Borga | 9      | 4      | -           | NC     | Rit    | -      | -         | 8        | 6        | 18    | 15°  |
| 2022 | Grand Finals | Rexal FFF Racing | Huracan EVO 2 | Antonin Borga | [ 44 ] | [ 44 ] | [ 44 ]      | [ 44 ] | [ 44 ] | [ 44 ] | [ 44 ]    | 2        | 6        | 17    | 3°   |

| Legenda | 1º posto                | 2º posto        | 3º posto            | A punti      | Senza punti | Grassetto=Pole position Corsivo=Giro più veloce |
| Legenda | Solo prove/Terzo pilota | Non qualificato | Ritirato/Non class. | Squalificato | Non partito | Grassetto=Pole position Corsivo=Giro più veloce |

### GT2 European Series
| Anno | Campionato          | Squadra     | Vettura       | Co-pilota          | Monza | Red Bull Ring | Digione | Portimão | Valencia | Valencia | Paul Ricard |
| ---- | ------------------- | ----------- | ------------- | ------------------ | ----- | ------------- | ------- | -------- | -------- | -------- | ----------- |
| 2023 | GT2 European Series | True Racing | KTM X-Bow GT2 | Hubert Trunkenpolz | -     | -             | -       | -        | 8        | 7        | -           |

## Palmares
- Campione del mondo Classe 125 (1) : 2003
- Campione del mondo Classe 250 (2) : 2004, 2005
- Rookie of the year (2) : 2004, 2006

### Riconoscimenti e Candidature
- Candidatura per la rivelazione dell'anno 2005 ai Laureus World Sports Awards.[45][46] (2005)
- Medaglia d'oro dell'Ordine reale del merito sportivo, concessa dal Consiglio superiore dello sport.[47] (2006)
- Leggenda della MotoGp, inserito nella Hall Of Fame, riconoscimento concesso dal Motomondiale.[48] (2018)
- Intitolazione della curva 6 del circuito di Jerez con il nome di "Daniel Pedrosa".[49] (2018)
- "Nombre del Motor" 2019. Riconoscimento concesso da La Vanguardia e la stampa iberica.[50] (2019)
- "Premio del Motor città di Jerez a titolo onorifico". Riconoscimento concesso dalla città di Jerez e dalla giuria del consiglio locale dello sport.[51] (2019)
- Monumento in suo onore alla curva 6 di Jerez già precedentemente dedicata anch'essa a Dani. Riconoscimento concesso dalla città di Jerez e dal Motomondiale.[52] (2019)
- Riconoscimento "Campione del mondo Allianz" concesso dalla federazione spagnola "RFME".[53] (2020)

## Filmografia
- A tutto gas (serie), regia di Toni Burón (2003-2004)[54]
- Sfida estrema (serie), stagione 3 episodio 21 (2010)[55]
- Perché corriamo, regia di Bryan H. Carroll (2013)[56]
- Ogni domenica: La storia continua, regia di Dana Brown (2014)[57]
- Fino all'ultima staccata, regia di Mark Neale (2015)
- Dani Pedrosa - The Silent Samurai, regia di Santi Baró (2018)[58]